# 弗雷德里克·西奥多·弗里林海森
弗雷德里克·西奥多·弗里林海森（Frederick Theodore Frelinghuysen，1817年8月4日—1885年5月20日），美国律师、政治家，曾任美国国务卿。